# Austroleria truncata
Austroleria truncata är en tvåvingeart som beskrevs av Mcalpine 1967. Austroleria truncata ingår i släktet Austroleria och familjen myllflugor. Inga underarter finns listade i Catalogue of Life.